# Кредитный договор
Кредитный договор — это вид договора займа, договор между кредитором и заёмщиком, в соответствии с которым кредитор обязуются предоставить денежные средства (кредит) заёмщику в размере и на условиях, предусмотренных договором, а заемщик обязуется возвратить полученную денежную сумму и уплатить проценты за пользование ею, а также предусмотренные кредитным договором иные платежи, в том числе связанные с предоставлением кредита.

## Положение в России
К условиям кредитного договора относятся:
- Стороны договора и размер денежных средств, предоставляемых кредитором заёмщику (предмет договора);
- Цель кредита;
- Срок кредита;
- Способы обеспечения кредитного обязательства;
- Условия выдачи и погашения;
- Размер платы за пользование кредитом в процентах[1].

Кредитор вправе отказаться от предоставления заёмщику кредита полностью или частично при наличии обстоятельств, очевидно свидетельствующих о том, что предоставленная заёмщику сумма не будет возвращена в срок. Можно расторгнуть договор при нецелевом использовании кредита.
Заёмщик вправе отказаться от получения кредита полностью или частично, уведомив об этом кредитора до установленного договором срока его предоставления, если иное не предусмотрено законом, иными правовыми актами или кредитным договором.
Согласно статье 814 ГК РФ в случае нарушения заёмщиком обязанности целевого использования кредита кредитор вправе также отказаться от дальнейшего кредитования заёмщика по договору.
По общему правилу кредитные организации не имеют права в одностороннем порядке менять процентные ставки по кредитам (ч. 2 ст. 29 ФЗ "О банках и банковской деятельности"). Исключение составляют случаи, предусмотренные договором с клиентом.
В одностороннем порядке пересматривать размер кредитной ставки нельзя.